# Arqueogenética

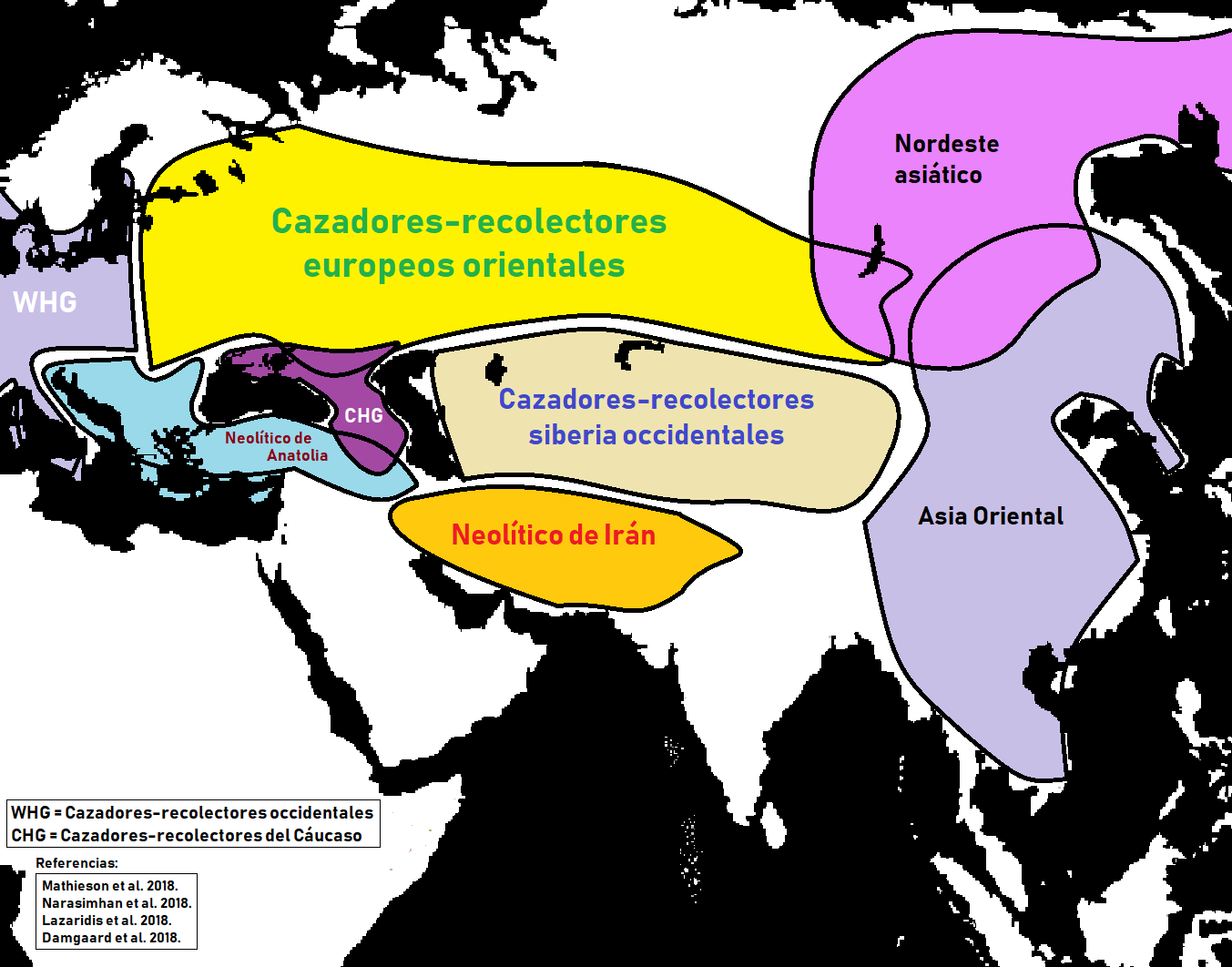
Poblaciones neolíticas y mesolíticas de Eurasia, que son componentes importantes en la etnogénesis de las poblaciones de Eurasia de acuerdo a los análsisis arqueogenéticos: EEF, WHG, CHG, etc.

La arqueogenética (en inglés Archaeogenetics) es un término acuñado por Colin Renfrew, el cual se refiere a la aplicación de las técnicas de la genética de poblaciones para el estudio del pasado humano. La misma expresión también fue utilizado por Antonio Amorim (1999) y se define como: obtener e interpretar la evidencia [genética] de la historia humana. Un concepto similar (aunque de una forma más ambiciosa, ya que incluye la recreación de los estados extintos inferidos) se ha desarrollado en la era pre-ADN por Linus Pauling y Emile Zuckerkandl (1963).
El campo tuvo una especial relevancia a partir de 2010 cuando las técnicas de secuenciación automática, permitieron un espectacular mejora de la velocidad y una consiguiente reducción de coste. En 2010, se presentó la primera secuencia de ADN antiguo, a partir de cabellos de un hombre que vivió en Groenlandia hace unos 4000 años, hacia 2011, menos de media docena de genomas antiguos habían sido secuenciados, pero para 2023 ya superaban los 1000 individuos secuanciados, lo cual permitió reconstruir numerosos patrones de poblamiento en muchas regiones del mundo.

## Descripción
La arqueogenética puede incluir:
- El análisis de ADN recuperado de restos arqueológicos, es decir, ADN antiguo;
- el análisis de ADN de las poblaciones modernas (incluyendo los seres humanos y de plantas y especies de animales domésticos) con el fin de estudiar el pasado humana y la herencia genética de la interacción humana con la biosfera;
- la aplicación de métodos estadísticos desarrollados por los genetistas moleculares con los datos arqueológicos.

Esta disciplina tiene su origen en el estudio de los grupos sanguíneos humanos y la comprensión de que este marcador genético clásico proporciona información sobre las relaciones entre los grupos lingüísticos y étnicos. Los primeros trabajos en este campo, incluido el de Ludwik y Hanka Hirszfeld, William Boyd y Arthur Mourant. Desde los años 1960, Luca Cavalli-Sforza utiliza marcadores genéticos clásicos para examinar la población prehistórica de Europa, que culminó con la publicación de la historia y geografía de los genes humanos en 1994.
Desde entonces, se ha analizado igualmente la historia genética de todas nuestras principales especies relacionadas con la historia humana (por ejemplo, trigo, arroz, maíz) y los animales (por ejemplo, ganado, cabras, cerdos, caballos). Modelos upara analizar el momento y la biogeografía de su domesticación y posterior cría se han propuesto a partir de estos análisis; basado principalmente en la variación del ADN mitocondrial, aunque otros marcadores están siendo analizados para complementar la narración genética (por ejemplo, el cromosoma Y para describir la historia de la línea masculina).

## Desarrollo de la disciplina

### Primeros trabajos

#### Ludwik Hirszfeld (1884-1954)
Ludwik Hirszfeld fue un microbiólogo y serólogo polaco que presidió la Sección de Grupos Sanguíneos del Segundo Congreso Internacional de Transfusión Sanguínea. Fundó la herencia del grupo sanguíneo con Erich von Dungern en 1910, y contribuyó a ella en gran medida a lo largo de su vida. Estudió los grupos sanguíneos ABO. En uno de sus estudios en 1919, Hirszfeld documentó los grupos sanguíneos ABO y el color del pelo de las personas en el frente de Macedonia, lo que le llevó a descubrir que el color del pelo y el tipo de sangre no tenían ninguna correlación. Además, observó que había una disminución del grupo sanguíneo A desde Europa occidental hasta la India y lo contrario para el grupo sanguíneo B. Formuló la hipótesis de que la relación entre los grupos sanguíneos del este y del oeste se debía a que dos grupos sanguíneos, principalmente el A o el B, habían mutado a partir del grupo sanguíneo O, y se habían mezclado a través de la migración o el mestizaje. La mayor parte de su trabajo consistió en investigar los vínculos de los grupos sanguíneos con el sexo, las enfermedades, el clima, la edad, la clase social y la raza. Su trabajo le llevó a descubrir que la úlcera péptica era más dominante en el grupo sanguíneo O, y que las madres del tipo sanguíneo AB tenían una alta proporción de nacimientos entre hombres y mujeres.

#### Arthur Mourant (1904-1994)
Arthur Mourant fue un hematólogo y químico británico. Recibió muchos premios, sobre todo la Fellowship of the Royal Society. Su trabajo incluyó la organización de los datos existentes sobre las frecuencias de los genes del grupo sanguíneo, y contribuyó en gran medida al mapa genético del mundo mediante su investigación de los grupos sanguíneos en muchas poblaciones. Mourant descubrió los nuevos antígenos de los grupos sanguíneos de los sistemas Lewis,  Henshaw, Kell, y Rhesus, y analizó la asociación de los grupos sanguíneos y varias otras enfermedades. También se centró en el significado biológico del polimorfismos. Su trabajo sentó las bases de la arqueogenética porque facilitó la separación de las pruebas genéticas de las relaciones biológicas entre las personas. Estas pruebas genéticas se utilizaban anteriormente con ese fin. También proporcionó material que podía utilizarse para valorar las teorías de la genética de poblaciones.

#### William Boyd (1903-1983)
William Boyd fue un inmunoquímico y bioquímico estadounidense que se hizo famoso por sus investigaciones sobre la genética de la raza en la década de 1950. Durante la década de 1940, Boyd y Karl O. Renkonen descubrieron de forma independiente que las lectinas reaccionan de forma diferente a los distintos tipos de sangre, tras comprobar que los extractos crudos de la habichuela y de la vicia tupida aglutinaban los glóbulos rojoss del tipo de sangre A, pero no de los tipos de sangre B u O. Esto condujo finalmente a la revelación de miles de plantas que contenían estas proteínas. Con el fin de examinar las diferencias raciales y los patrones de distribución y migración de los distintos grupos raciales, Boyd recogió y clasificó sistemáticamente muestras de sangre de todo el mundo, lo que le llevó a descubrir que los grupos sanguíneos no están influenciados por el medio ambiente, y que son heredados. En su libro Genetics and the Races of Man (1950), Boyd clasificó a la población mundial en 13 razas distintas, basándose en sus diferentes perfiles de tipo sanguíneo y en su idea de que las razas humanas son poblaciones con diferentes alelos. Una de las fuentes de información más abundantes respecto a los rasgos heredables vinculados a la raza sigue siendo el estudio de los grupos sanguíneos.

#### Luigi Luca Cavalli-Sforza (1922-2018)
L. L. Cavalli-Sforza fue un genetista que fue considerado uno de los mayores expertos en genética de poblaciones del mundo. Entre sus logros está el trazar un árbol genealógico de la especie humana y relacionarlo con la evolución de las diferentes lenguas. Su investigación se basó en el estudio del origen de los humanos modernos y de su historia evolutiva, utilizando marcadores genéticos. 
Al analizar las poblaciones de Europa durante los años 1980 y 1990 identificó varios componentes principales que explicaban la variabilidad observada. 
El primero de ellos, el que tenía mayor peso en la varianza parecía asociado al grupo que hoy conocemos como primeros agricultores europeos (EEF) como correctamente identificó Cavalli-Sforza, [cita requerida]

el segundo de ellos aparece relacionado con los cazadores recolectores occidentales (WHG) aunque Cavalli-Sforza no llegó a identificar este componente con las poblaciones meosolíticas europeas (erróneamente lo asoció a la difusión de pueblos urálicos) [cita requerida] y 

el tercer de ellos sí fue correctamente identificado como los pastores de la estepa occidental (WSH) que habrían estado asociados con la difusión de las lenguas indoeuropeas en el continente europeo, India y Oriente Medio.[cita requerida]

### Décadas recientes
Antes de 2010, las investigaciones sobre ADN antiguo se enfocaban principalmente en regiones específicas, como los 16 500 pares de bases del genoma mitocondrial o fragmentos pequeños del genoma humano completo, que contiene aproximadamente 3 100 millones de pares de bases. A partir de entonces, los avances tecnológicos en la secuenciación de ADN han reducido significativamente tanto los costos como el tiempo requerido, permitiendo además la extracción de ADN de un mayor número de muestras antiguas. Este avance fue posible gracias al desarrollo de procedimientos automatizados de secuenciación de genomas fósiles, que operan a una escala que podría calificarse de industrial, proporcionando resultados al precio de unos quinientos dólares por muestra, frente a varios órdenes de magnitud superior unos años antes. El avance fue aun más notorio a partir de 2018, a partir de ese año se han presentando anualmente miles de nuevos genomas humanos antiguos, debido a avances técnicos y computacionales en las máquinas de secuenciación. A partir de 2020, lo usual procesar al menos un millón de bases que son especialmente variables entre individuos y permitían su división en haplogrupos.

#### Svante Pääbo (1955- )
Svante Pääbo es un biólogo sueco-estonio especializado en genética evolutiva humana. Obtuvo su doctorado en la Universidad de Uppsala en 1986. Desde 1997, dirige el departamento de genética del Instituto Max Planck de Antropología Evolutiva en Leipzig. Pääbo es reconocido como uno de los fundadores de la paleogenética, disciplina que estudia el ADN de especies antiguas. En 1997, logró secuenciar el ADN mitocondrial de un neandertal, y en 2010 publicó el primer borrador del genoma completo de esta especie, revelando que hubo hibridación entre neandertales y humanos modernos. Además, en 2010, su equipo identificó una nueva especie de homínido, el homínido de Denisova, a partir de restos hallados en Siberia.
Por sus contribuciones, ha recibido numerosos reconocimientos, incluyendo el Premio Nobel de Fisiología o Medicina en 2022, por sus descubrimientos sobre los genomas de homínidos extintos y la evolución humana.Su trabajo ha sido fundamental para comprender la historia evolutiva de nuestra especie y las interacciones con otras especies humanas extintas.

#### Carles Lalueza-Fox (1965-)
Carles Lalueza Fox es un biólogo español especializado en paleogenética, se licenció y doctoró en Biología  por la Universidad de Barcelona, y también ha trabajado en las universidades de Cambridge y Oxford, así como en la empresa CODE Genetics en Islandia. Actualmente, es investigador en el Instituto de Biología Evolutiva (CSIC-UPF) y director del Museo de Ciencias Naturales de Barcelona. Sus investigaciones se centran en la recuperación de ADN antiguo y la genética evolutiva de los neandertales. Ha participado en el Proyecto Genoma Neandertal y ha liderado estudios sobre la historia genética de las poblaciones de la península ibérica.

#### David Reich (1974- )
David Reich es un genetista estadounidense y profesor en la Facultad de Medicina de Harvard. Es reconocido por sus contribuciones en el campo de la paleogenómica, especialmente en el estudio de la historia genética de las poblaciones humanas. Su laboratorio ha secuenciado genomas antiguos, revelando patrones de migración y mezcla entre poblaciones. Ha publicado numerosos artículos en revistas científicas de alto impacto y es autor del libro Who We Are and How We Got Here, donde explora cómo la genómica está transformando nuestra comprensión de la prehistoria humana. Ha colaborado también con Carles Lalueza-Fox. En particular, su trabajo ha permitido clarificar notoriamente cómo se formó el repertorio genético que de la cultura Yamna y cómo la expansión demográfica ede esta, puede asociarse a la expansión de las lenguas indoeuropeas tanto en Europa como en Oriente Próximo y el subcontinente indio.

## Métodos

### Conservación del ADN fósil
La recuperación de fósiles comienza con la selección de una excavación arqueológica. Los posibles lugares de excavación suelen identificarse con la mineralogía del lugar y la detección visual de huesos en la zona. Sin embargo, hay más formas de descubrir zonas de excavación utilizando tecnología como la fluorescencia de rayos X portátil de campo y la reconstrucción estereoscópica densa. Las herramientas utilizadas incluyen cuchillos, cepillos, y paletas puntiagudas que ayudan a extraer los fósiles de la tierra.
Para evitar la contaminar el ADN antiguo, la espécimen se manipula con guantes y se almacena a -20 °C inmediatamente después de ser desenterrada. Asegurarse de que la muestra fósil se analice en un laboratorio que no se haya utilizado para otros análisis de ADN podría evitar también la contaminación. Los huesos son triturados y molidos hasta convertirlos en polvo y tratados con una solución antes del proceso de reacción en cadena de la polimerasa (PCR). Las muestras para la amplificación del ADN no tienen por qué ser huesos fósiles. La piel preservada, conservada en sal o secada al aire, también puede utilizarse en determinadas situaciones.
La conservación del ADN es difícil porque la fosilización del hueso se degrada y el ADN se modifica químicamente, normalmente por bacterias y fungi del suelo. El mejor momento para extraer el ADN de un fósil es cuando está recién sacado de la tierra, ya que contiene seis veces más ADN que los huesos almacenados. La temperatura del lugar de extracción también afecta a la cantidad de ADN que se puede obtener, lo que se manifiesta en una disminución de la tasa de éxito de la amplificación del ADN si el fósil se encuentra en regiones más cálidas. Un cambio drástico del entorno de un fósil también afecta a la conservación del ADN. Dado que la excavación provoca un cambio brusco en el entorno del fósil, puede provocar un cambio fisioquímico en la molécula de ADN. Además, la preservación del ADN también se ve afectada por otros factores, como el tratamiento del fósil desenterrado (por ejemplo, el lavado, el cepillado y el secado al sol), el pH, la irradiación, la composición química del hueso y del suelo, y la hidrología. Existen tres fases diagenéticas de perseveración. La primera fase es la putrefacción bacteriana, que se estima que causa una degradación del ADN 15 veces mayor. La segunda fase es cuando el hueso se degrada químicamente, principalmente por depuración. La tercera fase diagenética ocurre después de que el fósil es excavado y almacenado, en la cual la degradación del ADN óseo ocurre más rápidamente.

### Métodos de extracción de ADN
Una vez recogido un espécimen de un yacimiento arqueológico, el ADN puede extraerse mediante una serie de procesos. Uno de los métodos más comunes utiliza sílice y aprovecha la reacción en cadena de la polimerasa para recoger ADN antiguo de las muestras óseas.
Hay varios retos que se suman a la dificultad cuando se intenta extraer ADN antiguo de los fósiles y prepararlo para su análisis. El ADN se divide continuamente. Mientras el organismo está vivo, estas divisiones se reparan; sin embargo, una vez que el organismo ha muerto, el ADN comienza a deteriorarse sin reparación. Esto hace que las muestras tengan hebras de ADN de unos 100 pares de bases de longitud. La contaminación es otro reto importante en varios pasos del proceso. A menudo, otros ADN, como el ADN bacteriano, estarán presentes en la muestra original. Para evitar la contaminación es necesario tomar muchas precauciones, como sistemas de ventilación y espacios de trabajo separados para el trabajo de extracción de ADN antiguo. Las mejores muestras a utilizar son los fósiles frescos, ya que un lavado poco cuidadoso puede provocar la aparición de moldes. El ADN procedente de fósiles también contiene ocasionalmente un compuesto que inhibe la replicación del ADN. Llegar a un consenso sobre qué métodos son los mejores para mitigar los desafíos también es difícil debido a la falta de repetibilidad causada por la singularidad de los especímenes.
La extracción de ADN por sílice es un método utilizado como paso de purificación para extraer ADN de huesos arqueológicos y producir ADN que pueda ser amplificado mediante técnicas de reacción en cadena de la polimerasa (PCR). Este proceso funciona utilizando sílice como medio para unir el ADN y separarlo de otros componentes del proceso fósil que inhiben la amplificación de la PCR.  Sin embargo, el sílice en sí mismo es también un fuerte inhibidor de la inhibidor, por lo que deben tomarse medidas cuidadosas para asegurar que el sílice se elimina del ADN después de la extracción. El proceso general para la extracción de ADN mediante el método basado en sílice es el siguiente:
1. Se limpia la muestra de hueso y se raspa la capa exterior
2. Se recoge la muestra de la sección preferentemente compacta
3. Se muele la muestra hasta convertirla en polvo fino y se añade a una solución de extracción para liberar el ADN
4. Se añade una solución de sílice y se centrifuga para facilitar la unión del ADN
5. Se retira la solución de unión y se añade un tampón a la solución para liberar el ADN de la sílice

Una de las principales ventajas de la extracción de ADN basada en sílice es que es relativamente rápida y eficiente, ya que sólo requiere una configuración básica de laboratorio y productos químicos.  También es independiente del tamaño de la muestra, ya que el proceso puede ser escalado para acomodar cantidades mayores o menores.  Otra ventaja es que el proceso puede realizarse a temperatura ambiente.  Sin embargo, este método presenta algunos inconvenientes.  Principalmente, la extracción de ADN basada en sílice sólo puede aplicarse a muestras de hueso y dientes; no pueden utilizarse en tejidos blandos.  Aunque funcionan bien con una variedad de fósiles diferentes, pueden ser menos eficaces en fósiles que no son frescos (por ejemplo, fósiles tratados para museo).  Además, la contaminación supone un riesgo para toda la replicación del ADN en general, y este método puede dar lugar a resultados engañosos si se aplica a material contaminado.
La reacción en cadena de la polimerasa es un proceso que puede amplificar segmentos de ADN y se utiliza a menudo en ADN antiguo extraído. Tiene tres pasos principales: desnaturalización, recuperación, y extensión. La desnaturalización divide el ADN en dos cadenas simples a altas temperaturas. El recocido consiste en unir las hebras de ADN con las hebras simples que permiten a la Taq polimerasa unirse al ADN. La extensión se produce cuando la Taq polimerasa se añade a la muestra y empareja los pares de bases para convertir las dos cadenas simples en dos cadenas dobles completas. Este proceso se repite muchas veces, y suele repetirse un mayor número de veces cuando se utiliza con ADN antiguo. Algunos de los problemas de la PCR es que requiere la superposición de pares de cebadores para el ADN antiguo debido a las secuencias cortas. También puede haber "PCR de salto" que causa recombinación durante el proceso de PCR que puede hacer que el análisis del ADN sea más difícil en muestras no homogéneas.

### Métodos de análisis de ADN
El ADN extraído de los restos fósiles se secuencia principalmente utilizando la secuenciación paralela masiva, que permite la amplificación y secuenciación simultánea de todos los segmentos de ADN de una muestra, incluso cuando está muy fragmentada y es de baja concentración. Implica unir una secuencia genérica a cada una de las cadenas a las que se pueden unir los cebadores genéricos, y así se amplifica todo el ADN presente.  Por lo general, esto es más costoso y requiere más tiempo que la PCR, pero debido a las dificultades que entraña la amplificación del ADN antiguo es más barato y eficiente. Un método de secuenciación paralela masiva, desarrollado por Margulies et al, emplea la PCR basada en perlas y la pirosecuenciación, y se descubrió que era potente en los análisis de aDNA porque evita la posible pérdida de muestra, la competencia de sustrato por las plantillas y la propagación de errores en la replicación.
La forma más común de analizar una secuencia de ADN es compararla con una secuencia conocida de otras fuentes, y esto podría hacerse de diferentes maneras para diferentes propósitos.
La identidad del resto fósil puede descubrirse comparando su secuencia de ADN con las de especies conocidas mediante programas informáticos como BLASTN. Este enfoque arqueogenético es especialmente útil cuando la morfología del fósil es ambigua. Aparte de eso, la identificación de las especies también puede hacerse encontrando marcador genéticos específicos en una secuencia de ADNa. Por ejemplo, la población indígena americana se caracteriza por el RFLP específico y las deleciones definidas por Wallace et al.
El estudio de comparación del ADN también puede revelar la relación evolutiva entre dos especies. El número de diferencias de bases entre el ADN de una especie antigua y el de una especie existente estrechamente relacionada puede utilizarse para estimar el tiempo de divergencia de esas dos especies a partir de su último ancestro común. El filogenia de algunas especies extintas, como los lobos marsupiales australianos y los perezosos americanos, se ha construido mediante este método. El ADN mitocondrial en los animales y el ADN del cloroplasto en las plantas suelen utilizarse para este fin porque tienen cientos de copias por célula y, por tanto, son más fácilmente accesibles en los fósiles antiguos.
Otro método para investigar la relación entre dos especies es a través de la Hibridación de ADN. Se permite que segmentos de ADN de una sola hebra de ambas especies formen enlaces de pares complementarios entre sí. Las especies más emparentadas tienen una composición genética más similar y, por tanto, una señal de Hibridación más fuerte. Scholz et al. llevaron a cabo una hibridación southern blot sobre el ADNa de Neanderthal (extraído de restos fósiles W-NW y Krapina). Los resultados mostraron una débil hibridación humano antiguo-neandertal y una fuerte hibridación humano antiguo-humano moderno. La hibridación humano-chimpancé y neandertal-chimpancé tienen una fuerza igualmente débil. Esto sugiere que los humanos y los neandertales no están tan estrechamente relacionados como lo están dos individuos de la misma especie, pero están más relacionados entre sí que con los chimpancés.
También ha habido algunos intentos de descifrar el ADNa para proporcionar valiosa información fenotípica de especies antiguas. Esto siempre se hace mapeando la secuencia de ADNa en el cariotipo de una especie bien estudiada y estrechamente relacionada, que comparte una gran cantidad de rasgos fenotípicos similares. Por ejemplo, Green et al. compararon la secuencia de ADNa del fósil neandertal Vi-80 con la secuencia de los cromosomas X e Y de los humanos modernos, y encontraron una similitud en 2,18 y 1,62 bases por 10.000 respectivamente, lo que sugiere que la muestra de Vi-80 era de un individuo masculino. Otros estudios similares incluyen el hallazgo de una mutación asociada al enanismo en Arabidopsis en el antiguo algodón nubio, y la investigación sobre el locus de percepción del sabor amargo en los neandertales.

### Linajes arqueogenéticos
En arqueogenética, un linaje arqueogenético se refiere estrictamente una población humana antigua, cuya estructura genética es identificable en poblaciones posteriores, mediante un análisis de componentes principales. Si bien un linaje arqueogenético surge como una abstracción estadística para explicar la composición u origen genético de una población posterior, en términos, intuitivos puede suponerse que detrás de cada linaje arqueogenético identificado estadísticamente, debió existir un grupo humano prehistórico de los cuales procederían las secuencias genéticas que caracterizan al linaje.